# Benton (Arkansas)
Benton is een plaats (city) in de Amerikaanse staat Arkansas, en valt bestuurlijk gezien onder Saline County.

## Demografie
Bij de volkstelling in 2000 werd het aantal inwoners vastgesteld op 21.906.
In 2006 is het aantal inwoners door het United States Census Bureau geschat op 27.077.

## Geografie
Volgens het United States Census Bureau beslaat de plaats een oppervlakte van
47,8 km². Benton ligt op ongeveer 120 m boven zeeniveau.